# Государственный заказчик
Государственный заказчик — в Российской Федерации это государственный орган, орган управления государственным внебюджетным фондом либо государственное казённое учреждение, действующие от имени РФ или её субъекта, уполномоченные принимать бюджетные обязательства в соответствии с бюджетным законодательством и осуществляющие закупки.